# Pia (imię)
Pia – imię żeńskie pochodzenia łacińskiego.
Zostało ono utworzone jako żeński odpowiednik męskiego imienia Pius, którego pierwotne znaczenie to „pobożny, uczciwy, oddany”.
W Polsce imię to używane jest rzadko. W styczniu 2025 r. w rejestrze PESEL, wśród publicznie dostępnych danych dotyczących osób żyjących, wykazano 172 kobiety o imieniu Pia nadanym jako imię pierwsze.
Pia imieniny obchodzi 19 stycznia.

## Imię Pia w innych językach[1]
- angielski: Piety
- bułgarski: Пия
- czeski: Pia
- duński: Pia
- fiński: Piia
- hiszpański: Pia
- holenderski: Pia
- łacina: Pia
- niemiecki: Pia
- norweski: Pia
- portugalski: Pia
- rumuński: Pia
- słowacki: Pia
- słoweński: Pia
- węgierski: Pia

## Kobiety o imieniu Pia
- Pia Górska (1878–1974) – polska pisarka i malarka
- Pia Zadora (ur. 1954) – amerykańska aktorka i piosenkarka
- Pia Skrzyszowska (ur. 2001) – polska lekkoatletka
- Pia Partum – reżyserka teatralna i operowa.